# Ayr (cratère)
Le cratère Ayr est un cratère d'impact de 12,74 km de diamètre situé sur Mars dans le quadrangle d'Hellas. Il a été nommé en référence à la ville d'Ayr dans l'État du Queensland, en Australie.